# 天主教卡瓜斯教區
天主教卡瓜斯教區（拉丁語：Dioecesis Caguana）是波多黎各一個羅馬天主教教區，屬波多黎各的聖胡安總教區。
教區成立於1964年11月4日，位於波多黎各東部，2004年有教友518,000人（佔轄區總人口71.8%）、四十三個堂區、101名司鐸。現任教區主教為魯賓·安多尼·岡薩雷斯·梅迪納。